# مراسخون سفلی
مراسخون سفلی، روستایی از توابع بخش رستم شهرستان ممسنی در استان فارس ایران است.این روستا دارای باغ‌ها و چشمه‌های زیبا و دیدنی است. این روستا در کنار رود خانه تنگ شیو واقع شده است و مردم روستا از آب رود خانه برای کشاورزی و مخصوصا کشت برنج استفاده می‌کنند. این روستا ظرفیتهای بسیاری برای کشاورزی دارد و زمین های بسیاری سالانه توسط مردم روستا کشت می‌شوند. از جاذبه های طبیعی و گردشگری این روستا می‌توان به چشمه انجیری و چهل چشمه اشاره کرد.

## جمعیت
این روستا در دهستان رستم سه قرار دارد و براساس سرشماری مرکز آمار ایران در سال ۱۳۸۵، جمعیت آن ۶۸۳ نفر (۱۳۰خانوار) بوده‌است.